# Arbeitsgemeinschaft Wohnberatung
Die Arbeitsgemeinschaft Wohnberatung e. V. (AGW) ist der Bundesverband der Bau- und Wohnberatungen. Gegründet wurde die AGW 1973 auf Initiative des damaligen Bundesministers für Städtebau und Wohnungswesen, Lauritz Lauritzen.

## Aufgaben
Die AGW koordiniert als Dachverband bundesweit Beratungsangebote für private Bauinteressenten, Haus- und Wohnungsbesitzer sowie Mieter in den einzelnen Beratungsstellen und unterstützt diese mit Materialien, Fort- und Weiterbildungsmaßnahmen.

## Integration der AGW in die Arbeitsgemeinschaft der Verbraucherverbände (AgV)
In den 1980er Jahren wurde die AGW administrativ durch eine bundespolitische Entscheidung an die Arbeitsgemeinschaft der Verbraucherverbände e. V. (AgV – Dachverband der Verbraucherzentralen) angegliedert. Ziel war es einerseits Kosten für die öffentliche Verbraucher-Finanzierung einzusparen, andererseits die Unabhängigkeit der AGW zu bewahren. Nach der Integration traten umgehend sämtliche Verbraucherzentralen der AGW als Mitglieder bei. Sie stellten fortan eine dominierende Stimmenmehrheit, obwohl die meisten der Verbraucherzentralen keine Wohnberatungen betrieben und dies auch nicht planten.

## Aktivitäten während der Integrationsphase
Vorrangig trat die AGW während der Integrationsphase in die AgV als Herausgeber von Verbraucher-Informationen für Bau- und Wohnthemen auf. Weiterhin befasste sie sich mit Bau-, Wohn- und Umweltberatung als integriertem Beratungsangebot. Die AGW war in diversen bau- und wohnrelevanten Fachausschüssen auf Bundesebene aktiv, darunter zum barrierefreien Wohnen. Beim strittigen Thema zur Kanzerogenität von bestimmten Wärmedämmstoffen (künstliche Mineralfasern) trat sie für die Verbraucherverbände als Experte bei Tagungen des Umweltbundesamtes auf.

## Auseinandersetzung um die Unabhängigkeit der AGW
Mit der dominierenden Stimmenmehrheit durch die Verbraucherzentralen kontrollierte die AgV fortan die Handlungsfähigkeit der AGW. Die vom Vorstand der AGW eingesetzten Geschäftsführer waren in ihren Augen Referenten der AgV. Nach einer Abwartephase betrieben die AgV und die Verbraucherzentralen schließlich die Auflösung der AGW und Übernahme des AGW-Vermögens (Verbraucherbroschüren-Rechte) in den AgV-Fundus.
Eine kleine Gruppe von ursprünglichen Gründern der AGW unter Führung des Deutschen Werkbund Bayern e. V. hingegen wollte die Unabhängigkeit der AGW beibehalten. Es gelang ihnen zunächst, den Auflösungsbeschluss, für den eine Dreiviertel-Mehrheit erforderlich war, mit der denkbar knappsten qualifizierten Mehrheit von einer Stimme im letzten Moment zu verhindern. Daraufhin traten die Verbraucherzentralen geschlossen aus der AGW aus. Die AgV betrieb, trotz des gescheiterten Übernahmeversuchs, weiterhin die Einbehaltung der ursprünglich öffentlichen AGW-Förderung und des AGW-Vermögens an Verbraucherbroschüren. Als Reaktion auf dieses fragwürdige Vorgehen lancierte der Vorstand der AGW eine erfolgreiche Petition beim Deutschen Bundestag. Dieser stellte sich durch seinen Haushaltsausschuss auf die Seite der AGW und forderte von beiden Verbänden eine einvernehmliche Lösung. Bis zu dieser avisierten Lösung wurden der AgV öffentliche Mittel aus dem Bundesetat gesperrt.

## Selbständigkeit und Unklarheiten
Durch das bundespolitisch erzwungene Einlenken der AgV erlangte die AGW Mittel für die Erstellung von modernem Verbraucherinformationsmaterial, vorrangig CD-ROM-Produktionen, aus deren Verkauf sie künftig ihre Kosten finanzieren sollte. Eine Kooperation mit dem Oikos-Verlag Bonn, der mit der Produktion sowie dem teilweisen Vertrieb der Materialien beauftragt wurde und Tantiemen an die AGW abführen sollte, misslang. Damit scheiterte der Versuch, die AGW über den Verkauf von Verbraucher-Informationen zu finanzieren.
Der letzte bekannte AGW-Geschäftsführer nutzte, entgegen dem Satzungszweck als Dachverband, den eingeführten Namen für die Akquise von Bauberatungen.

## Nachwirkungen der Arbeitsgemeinschaft Wohnberatung
Nach dem Wiedergewinn der Eigenständigkeit initiierte die AGW federführend u. a. die Arbeitsgemeinschaft Gebäudepass e. V., der namhafte Beteiligte angehörten wie das Institut für Bauforschung Hannover e. V. Die Arbeitsgemeinschaft entwickelte gemeinsam mit der Bauhaus-Universität Weimar Kriterien für einen Gebäudepass. Diese wurden in unterschiedlicher Weise (z. B. Muster-Gebäudepass für das „Haus der Zukunft“ Hamburg) angewandt.
Das Kernanliegen der AGW „Wohnberatung“ wurde im Internet vielfältig aufgegriffen und weitergeführt. Verbraucher-Ratgeber und interaktive Bauformen wurden auf neuen virtuellen Bauplattformen von ehemaligen Mitarbeitern der AGW speziell für den Bedarf an Wohnberatung in Deutschland ausgelegt.

## Mitglieder
Folgende Organisationen gehören der AGW an:
- Deutscher Mieterbund (DMB)
- Deutscher Staatsbürgerinnenverband
- Deutscher Verband Frau und Kultur
- Deutscher Werkbund (DWB)
- Die Verbraucherinitiative
- Institut für Bauforschung
- Urbanes Wohnen
- Wissenschaftsladen Gießen
- Wissenschaftszentrum München
- wohnbund
- Wohnforum München